# 30: Very Best of Deep Purple
30: The Very Best of Deep Purple kompilacijski je album britanskog hard rock sastava Deep Purple, kojeg 1998. godine objavljuje diskografska kuća, 'EMI'.
Kompilacija se objavljuje povodom 30 godina uspješnosti sastava. Izdane su dvije verzije albuma, CD sa singlovima i dvostruki CD zajedno s tekstovima unutar materijala.
Singl verzija CD-a, koncentrira se na najveće uspješnice Deep Purplea kroz godine, a sadrži uglavnom obrade klasičnih verzija skladbi poput, "Child in Time", koja je kraća od desetminutnog trajanja u svom izvornom obliku s albuma In Rock iz 1970. godine. Dvostruko CD izdanje Special Collectors Edition, uglavnom sadrži originalne verzije Purpleovih skladbi.
2008. godine objavljena je obnovljena verzija kompilacije. Ovaj album završio je na #56 britanske Top ljestvice.

## Popis pjesama

### Singl CD verzija
Sve pjesme napisali su Ian Gillan, Ritchie Blackmore, Roger Glover, Jon Lord i Ian Paice, osim gdje je drugačije naznačeno.
1. "Hush" (Joe South) - 4:28
  -  Originalno objavljeno 1968. Shades of Deep Purple
2. "Black Night" - 3:29
3. "Speed King" - 4:27
4. "Child in Time" - 4:15
  - Skladbe 3-4 originalno objavljene 1970. In Rock
5. "Strange Kind of Woman" - 3:53
6. "Fireball" - 3:26
7. "Demon's Eye" - 5:19
  - Skladbe 5-7 originalno objavljene 1971. Fireball
8. "Smoke on the Water" - 5:43
9. "Highway Star" - 6:32
10. "When a Blind Man Cries" - 3:31
11. "Never Before" - 3:30
  - Skladbe 8-11 originaloriginalno objavljene 1972. Machine Head''
12. "Woman from Tokyo" - 2:47
  - Originalno objavljena 1973. Who Do We Think We Are
13. "Burn" (David Coverdale, Blackmore, Lord, Paice) - 4:33
  - Originalno objavljena 1974. Burn
14. "Stormbringer" (Coverdale, Blackmore) - 4:07
  - Originalno objavljena 1974. Stormbringer
15. "You Keep on Moving" (Coverdale, Glenn Hughes) - 4:30
  - Originalno objavljena 1975. Come Taste the Band
16. "Perfect Strangers" (Gillan, Blackmore, Glover) - 4:16
  - Originalno objavljena 1984. Perfect Strangers
17. "Vavoom: Ted the Mechanic" (Gillan, Steve Morse, Glover, Lord, Paice) - 4:19
  - Originalno objavljena 1996. Purpendicular
18. "Any Fule Kno That" (Gillan, Morse, Glover, Lord, Paice) - 4:27
  - Originalno objavljena 1998. Abandon

## Izvođači (CD verzija singlova)
- Ritchie Blackmore - gitara - skladbe: 1-14, i 16
- Ian Gillan - vokal - skladbe: 2-12 i 16-18
- Roger Glover - bas-gitara - skladbe: 2-12, i 16-18
- Jon Lord - klavijature - sve skladbe, prateći vokali - skladbe: 1
- Ian Paice - bubnjevi sve skladbe
- Rod Evans - prvi vokal - skladba: 1
- Nick Simper - bas-gitara & prateći vokali - skladba: 1
- David Coverdale - prvi vokal - skladbe: 13-15
- Glenn Hughes - bas-gitara & vokal - skladbe: 13-15
- Tommy Bolin - gitara - skladba: 15
- Steve Morse - gitara - skladbe: 17-18

### Dvostruka CD verzija
Sve pjesme napisali su Ian Gillan, Ritchie Blackmore, Roger Glover, Jon Lord i Ian Paice, osim gdje je drugačije naznačeno.

### Disk 1
1. "Hush" (Joe South) - 4:28
2. "Mandrake Root" (Rod Evans, Blackmore, Lord) - 6:11
  -  Skladbe 1-2 originalno objavljene 1968. Shades of Deep Purple
3. "Kentucky Woman" (Neil Diamond) - 4:43
4. "Wring That Neck" (Blackmore, Nick Simper, Lord, Paice) - 5:14
  -  Tracks 3-4 originalno objavljene 1968. The Book of Taliesyn
5. "The Bird Has Flown" (Evans, Blackmore, Lord) - 2:54
  -  singl b-strana
6. "Emmaretta" (Evans, Blackmore, Lord) - 3:00
  -  singl
7. "Hallelujah" (Roger Greenaway, Roger Cook) - 3:43
  -  singl
8. "Black Night" - 3:29
  -  singl
9. "Speed King" - 5:53
10. "Bloodsucker" - 4:13
11. "Child in Time" - 10:17
  - Skladbe 9-11 originalno objavljene 1970. In Rock
12. "Strange Kind of Woman" - 3:53
  -  singl (UK) i 1971. Fireball (USA)
13. "Fireball" - 3:26
14. "Demon's Eye" - 5:19
  - Skladbe 13-14 originalno objavljene 1971. Fireball
15. "When a Blind Man Cries" - 3:31
  -  singl b-strana

### Disk 2
1. "Highway Star" - 6:32
2. "Smoke on the Water" - 5:43
3. "Never Before" - 4:01
  - Skladbe 1-3 originaloriginalno objavljene 1972. Machine Head
4. "Woman from Tokyo" - 5:51
  - Originalno objavljene 1973. Who Do We Think We Are
5. "Burn" (David Coverdale, Blackmore, Lord, Paice) - 6:03
6. "Might Just Take Your Life" (Coverdale, Blackmore, Lord, Paice) - 4:39
  - Skladbe 5-6 originalno objavljene 1974. Burn
7. "Stormbringer" (Coverdale, Blackmore) - 4:07
  - Originalno objavljene 1974. Stormbringer
8. "You Keep on Moving" (Coverdale, Glenn Hughes) - 5:19
  - Originalno objavljene 1975. Come Taste the Band
9. "Perfect Strangers" (Gillan, Blackmore, Glover) - 5:21
10. "Knocking at Your Back Door" (Gillan, Blackmore, Glover) - 7:03
  - Skladbe 9-10 originalno objavljene 1984. Perfect Strangers
11. "King of Dreams" (Joe Lynn Turner, Blackmore, Glover) - 5:29
  - Originalno objavljena 1990. Slaves & Masters
12. "Ted the Mechanic" (Gillan, Steve Morse, Glover, Lord, Paice) - 4:19
  - Originalno objavljena 1996. Purpendicular
13. "Any Fule Kno That" (Gillan, Morse, Glover, Lord, Paice) - 4:27
  - Originalno objavljena 1998. Abandon

## Izvođači (Dvostruka CD verzija)
- Ritchie Blackmore - gitara - skladbe: CD1 1-15, CD2 1-7 i 9-11
- Ian Gillan - vokali - skladbe: CD1 7-15, CD2 1-4, 9-10, i 12-13
- Roger Glover - bas-gitara - skladbe: CD1 7-15, CD2 1-4 i 9-13
- Jon Lord - klavijature - sve skladbe, prateći vokali - skladbe: CD1 1-6
- Ian Paice - bubnjevi - sve skladbe
- Rod Evans - prvi vokali - skladbe: CD1 1-6
- Nick Simper - bas-gitara & prateći vokali - skladbe: CD1 1-6
- David Coverdale - prvi vokali - skladbe: CD2 5-8
- Glenn Hughes - bas-gitara & vokal - skladbe: CD2 5-8
- Tommy Bolin - gitara - skladbe: CD2 8
- Joe Lynn Turner - vokal - skladbe: CD2 11
- Steve Morse - gitara - skladbe: CD2 12-13 CD1 7-15, CD2 1-4, 9-10 i 12-13

## Vanjske poveznice
- Allmusic.com[neaktivna poveznica] - Deep Purple - 30: The Very Best of Deep Purple